# Parafia Najświętszego Serca Jezusowego w Gdańsku
Parafia pw. Najświętszego Serca Jezusowego w Gdańsku – parafia rzymskokatolicka usytuowana w Gdańsku. Należy do dekanatu Gdańsk-Wrzeszcz, który należy z kolei do archidiecezji gdańskiej.

## Historia
Parafia została erygowana w 1901. Kościół parafialny został zbudowany w latach 1909–1911, w stylu neogotyckim jako bazylika, z widocznymi ponad dachami bocznych naw łukami oporowymi. Częściowo uszkodzony w 1945 roku, odbudowany został w 1948 r. przez pierwszego proboszcza, księdza Józefa Zator-Przytockiego, przed jego aresztowaniem przez UB. Kościół jest od 2001 roku siedzibą Gdańskiej Kapituły Kolegiackiej.
Od 2012 roku proboszczem parafii jest ks. kan. Marek Dynia.